# Danbury (Wisconsin)
Danbury ist eine Siedlung auf gemeindefreiem Gebiet im Burnett County im US-amerikanischen Bundesstaat Wisconsin. Zu statistischen Zwecken ist der Ort zu einem Census-designated place (CDP) zusammengefasst worden. Das U.S. Census Bureau hat bei der Volkszählung 2020 eine Einwohnerzahl von 165 ermittelt.

## Geografie
Danbury liegt im Nordwesten Wisconsins, an der Mündung des Yellow River in den St. Croix River. Dieser bildet die Grenze zu Minnesota und mündet in den Mississippi. Die geografischen Koordinaten von Danbury sind 46°00′22″ nördlicher Breite und 92°22′16″ westlicher Länge. Der Ort erstreckt sich über eine Fläche von 3,27 km². Danbury ist die einzige Siedlung innerhalb der Town of Swiss.
Der nächstgelegene Nachbarort von Danbury Oakland (8,9 km südlich).
Die nächstgelegenen größeren Städte sind Duluth am Oberen See in Minnesota (99,5 km nördlich), Eau Claire (191 km südöstlich) und die Twin Cities in Minnesota (172 km südsüdwestlich).

## Verkehr
In Danbury treffen die Wisconsin State Highways 35 und 77 zusammen. Alle weiteren Straßen sind untergeordnete Landstraßen,  teils unbefestigte Fahrwege sowie innerörtliche Verbindungsstraßen.
In Danbury befindet sich der nördliche Endpunkt des Gandy Dancer State Trail. Dabei handelt es sich um einen als Rail Trail bezeichneten kombinierter Wander- und Fahrradweg auf der Trasse einer stillgelegten Eisenbahnstrecke. Der Name des Wegs geht auf das Slangwort Gandy Dancer zurück, womit ein Eisenbahnarbeiter bezeichnet wurde.
Mit dem Burnett County Airport befindet sich 21,6 km südlich ein kleiner Flugplatz. Der nächste Großflughafen ist der Minneapolis-Saint Paul International Airport (180 km südsüdwestlich).

## Bevölkerung
Nach der Volkszählung im Jahr 2010 lebten in Danbury 172 Menschen in 81 Haushalten. Die Bevölkerungsdichte betrug 52,6 Einwohner pro Quadratkilometer. In den 81 Haushalten lebten statistisch je 2,12 Personen.
Ethnisch betrachtet setzte sich die Bevölkerung zusammen aus 83,1 Prozent Weißen, 1,2 Prozent (zwei Personen) Afroamerikanern, 11,6 Prozent amerikanischen Ureinwohnern sowie 0,6 Prozent (eine Person) aus anderen ethnischen Gruppen; 3,5 Prozent stammten von zwei oder mehr Ethnien ab. Unabhängig von der ethnischen Zugehörigkeit waren 0,6 Prozent der Bevölkerung spanischer oder lateinamerikanischer Abstammung.
19,8 Prozent der Bevölkerung waren unter 18 Jahre alt, 61,6 Prozent waren zwischen 18 und 64 und 18,6 Prozent waren 65 Jahre oder älter. 51,2 Prozent der Bevölkerung war weiblich.

Das mittlere jährliche Einkommen eines Haushalts lag bei 41.197 USD. Das Pro-Kopf-Einkommen betrug 30.123 USD. 19,6 Prozent der Einwohner lebten unterhalb der Armutsgrenze.

## Bekannte Bewohner
- Dave Dudley (1928–2003) – Country-Musiker – lebte bis zu seinem Tod in Danbury und ist hier beigesetzt[5]